# Johann Bücher
Johann Bücher (* 16. Oktober 1721 in Danzig; † 20. Juli 1785 in Jessen) war ein deutscher evangelischer Theologe.

## Leben
Geboren als Sohn des Oberpfarrers an der Danziger Katharinenkirche Johann Bernhard Bücher und seiner Frau Johanna Helene, der Tochter des Pfarrers in Schlieben Johann Georg Meissner, stammte er aus einem alten Geschlecht von Pfarrern. Bereits sein Großvater Friedrich Christian Bücher war Diaconus in Danzig gewesen und auch sein Urgroßvater Conrad David Büchner war Propst in Schieben gewesen. Mit gutem Entwicklungspotential ausgestattet bezog er das Gymnasium in Danzig, studierte ab 1743 an der Universität Jena und wechselte am 28. April 1747 an die Universität Wittenberg. 
Hier erwarb Bücher am 17. Oktober 1749 den höchsten akademischen Grad eines Magisters der Philosophie. Nachdem er sich am 1. September 1750 die Erlaubnis als Magister legens, auch an der theologischen Fakultät Vorlesungen halten zu dürfen, erworben hatte, wurde er am 14. September 1750 als Adjunkt an die philosophische Fakultät aufgenommen. Nachdem Johann Gottlob Wernher seine Professur der Altertümer verlassen hatte, übertrug ihm der Kurfürst von Sachsen und König von Polen Friedrich August im November 1753 eine außerordentliche Professur der Philosophie. 
Jedoch verblieb er nicht lang in dieser Stellung. Erst übernahm er 1754 die Stellung eines Dechanten an der philosophischen Fakultät und nachdem ihn 1754 die Superintendentur in Jessen (Elster) angetragen wurde, wurde er 1755 für die Stelle des dortigen Oberpfarrers in Wittenberg ordiniert. Im Jahr 1770 erwarb er am 14. Juni in Wittenberg das Lizentiat der Theologie und wurde am 9. August zum Doktor der Theologie promoviert. 
Bücher war zwei Mal verheiratet.

## Werkauswahl
1. Diss. III de impedimentis et difficultatibus studii philosophici maxime ob studium theologicum removendis. Wittenberg 1730
2. Schediasma de oratore viro bono. Wittenberg 1730
3. Diss. de regimine sacrorum, non convenienti unionis ecclesiasticae medio. Wittenberg 1754
4. Pr. de necessitate reprimendi licentiam philosophandi. Wittenberg 1754
5. Orationes II. de Platonis gloriae studio plane commendabili; et: De dioecesi pontificis Romani, quam constituunt ecclesiae suburbicariae, secundum Rufinum. Wittenberg 1754
6. Pr. Historia fisei vidualis in genere. Wittenberg 1758
7. Pr. cur gentilibus adeo exosi fuerint Christianorum conventus. Wittenberg 1767